# ヤニス・モラン
ヤニス・モラン (Yannis Morin, 1993年8月31日 - ) はフランス出身のバスケットボール選手。ポジションはパワーフォワード/センター。

## プロ経歴
フランスの海外県マルティニークの県庁所在地フォール＝ド＝フランスで生まれたモランは、マルティニークのサン・ジョゼフにあるゴールデン・ライオン・バスケットボールのユース部門を経て、ポール・エスポワール・ド・マルティニークに入団した。2008年にINSEP（国立スポーツ専門知識パフォーマンス研究所）に入学し、2012年にLNBプロAのショレ・バスケットに入団した。ショレでのベストシーズンは2014-15年で、31試合に出場し、平均3.6得点、1.9リバウンドを記録した。
2015-16シーズン、モランはフランス2部リーグのチーム、ドゥナンで1試合平均7.5得点を記録し、2016-17シーズンには同じくプロBのSTB ル・アーブルに移籍した。その年、ル・アーブルで34試合に出場し、1試合平均6.8得点、7.4リバウンドを記録した。2017年、彼はオクラホマシティ・サンダーでNBAサマーリーグに参加した。
2017年10月11日、モランはオクラホマシティ・サンダーとトレーニングキャンプ契約を結んだ。10月14日、チームのプレシーズン最終のメンバーカットで解雇され、その後NBA Gリーグのオクラホマシティ・ブルーに加入、34試合で平均5.6得点、4.2リバウンドを記録した。2018年4月14日、Gリーグシーズン終了後、LNBプロAのル・マン・サルトと契約した。彼はプロAプレーオフの12試合に出場し、1試合平均2.7得点、1.8リバウンドを記録し、チームは優勝を果たした。
ナンテール 92で短期間プレーした後、2018年10月に同じくプロAのシャンパーニュ・シャロン＝ランス・バスケットと短期契約を結び、2020年5月にはレオポルド・カヴァリエールとともにSIG ストラスブールに加入した。
2022年5月、モランはコラール・ロアンヌ・バスケットと契約を結んだ。2024年5月にはスペイン・リーガACBのUCAMムルシアCBに移籍した。
2024年7月、モランは秋田ノーザンハピネッツと契約した。
2025年7月、モランは富山グラウジーズと契約した。

## 代表経歴
モランはフランス代表に選ばれ、2009年のFIBAヨーロッパアンダー16選手権と2010年のFIBAヨーロッパアンダー18選手権に参加している。

## 参照
1. ↑  “Interview Yannis Morin : " Rien ne me fera douter " - Basket-BallWorld” (フランス語). Basket-BallWorld. (2014年5月19日) 2017年7月21日閲覧。
2. ↑  “Yannis MORIN”. Cholet Basket 2017年7月21日閲覧。
3. ↑  “Yannis Morin signe au STB Le Havre” (フランス語). BeBasket. 2017年7月21日閲覧。
4. ↑  “Oklahoma City vs. Indiana - Box Score - July 6, 2017 - ESPN”. ESPN.com. 2017年7月21日閲覧。
5. ↑  “Thunder Signs Morin and Wright”. NBA.com. 2017年10月11日閲覧。
6. ↑  “Thunder Waives Four”. NBA.com (2017年10月14日). 2017年10月14日閲覧。
7. ↑  “Oklahoma City Blue Announces Training Camp Roster - Oklahoma City Blue” (英語). Oklahoma City Blue.  オリジナルの2017年10月24日時点におけるアーカイブ。 2017年10月27日閲覧。
8. 1 2  “Yannis Morin signs at Le Mans” (英語). Eurobasket.com. (2017年4月14日) 2017年4月15日閲覧。
9. ↑  “Morin Yannis | LNB.fr” (フランス語). www.lnb.fr. 2018年10月23日閲覧。
10. ↑  “35 jours de contrat au CCRB pour Yannis Morin” (フランス語). BeBasket. 2018年10月23日閲覧。
11. ↑  Carchia, Emiliano (2020年5月4日). “SIG Strasbourg signs Yannis Morin” 2020年5月4日閲覧。
12. ↑  Leopold Cavaliere rejoint la SIG pour trois ans Dernieres Nouvelles d'Alsace, 8 May 2020. Accessed 22 October 2021.(フランス語)
13. ↑  “Yannis Morin et Kadri Moendadze s'engagent a la Chorale” (フランス語). Chorale Basket Roanne. 2022年6月1日閲覧。
14. ↑  “El UCAM Murcia CB incorpora a Yannis Morin”. UCAM Murcia CB (2024年5月12日). 2024年5月13日閲覧。
15. ↑  “【新入団】ヤニス・モラン選手契約合意のお知らせ”.   秋田ノーザンハピネッツ (2024年7月8日). 2024年7月8日閲覧。
16. ↑  “ヤニス・モラン選手(新規) 契約基本合意のお知らせ”. 富山グラウジーズ (2025年8月1日). 2025年8月1日閲覧。
17. ↑  “Yannis Morin | U16 European Championship Men (2009) | FIBA Europe”. www.fibaeurope.com. 2017年7月21日閲覧。